# Charmeur grand-père
Charmeur grand-père est le quatorzième épisode de la vingt-quatrième saison de la série télévisée Les Simpson et le 522e épisode de la série. Il est diffusé pour la première fois sur la chaîne américaine Fox le 3 mars 2013.

## Synopsis
Homer et Lisa regardent une émission basée sur le thème de Storage Wars. Homer est séduit par le concept et grâce à une vente aux enchères, la famille remporte un box entier de vieilles affaires ayant autrefois appartenu à Abraham. Quand ils s'aperçoivent que les cartons sont remplis de perruques et de magazines représentant des hommes nus, ils le croient d'abord homosexuel et tentent de lui arranger un rendez-vous avec Smithers. Burns révèle ensuite qu'autrefois, Abe était un catcheur célèbre mais aussi un escroc. Bart décide de copier son grand-père, ne laissant pas d'autre choix à ce dernier que d'agir.